# Сен-Венсан-де-Баррес
Сен-Венса́н-де-Барре́с (фр. Saint-Vincent-de-Barrès, окс. Sant Vincent de Barrès) — коммуна во Франции, находится в регионе Рона — Альпы. Департамент коммуны — Ардеш. Входит в состав кантона Рошмор. Округ коммуны — Прива.
Код INSEE коммуны 07302.

## География
Большая часть коммуны расположена на равнине Баррес, на которой благодаря ирригации выращивают кукурузу, лук и пшеницу. Равнину окружают несколько холмов.

## Климат
Климат коммуны Сен-Венсан-де-Баррес, как и всего юга Ардеша, полу-средиземноморский, лето жаркое с частыми засухами и малым количеством осадков, зимой температура опускается до −10 °C, часто бывают снегопадами.

## Население
Население коммуны на 2008 год составляло 781 человек.
| 1962 | 1968 | 1975 | 1982 | 1990 | 1999 | 2008 |
| ---- | ---- | ---- | ---- | ---- | ---- | ---- |
| 327  | 360  | 314  | 330  | 524  | 605  | 781  |

## Экономика
В 2007 году среди 540 человек в трудоспособном возрасте (15-64 лет) 400 были экономически активными, 140 — неактивными (показатель активности — 74,1 %, в 1999 году было 70,6 %). Из 400 активных работали 367 человек (205 мужчин и 162 женщины), безработных было 33 (12 мужчин и 21 женщина). Среди 140 неактивных 46 человек были учениками или студентами, 50 — пенсионерами, 44 были неактивными по другим причинам.

## Фотогалерея

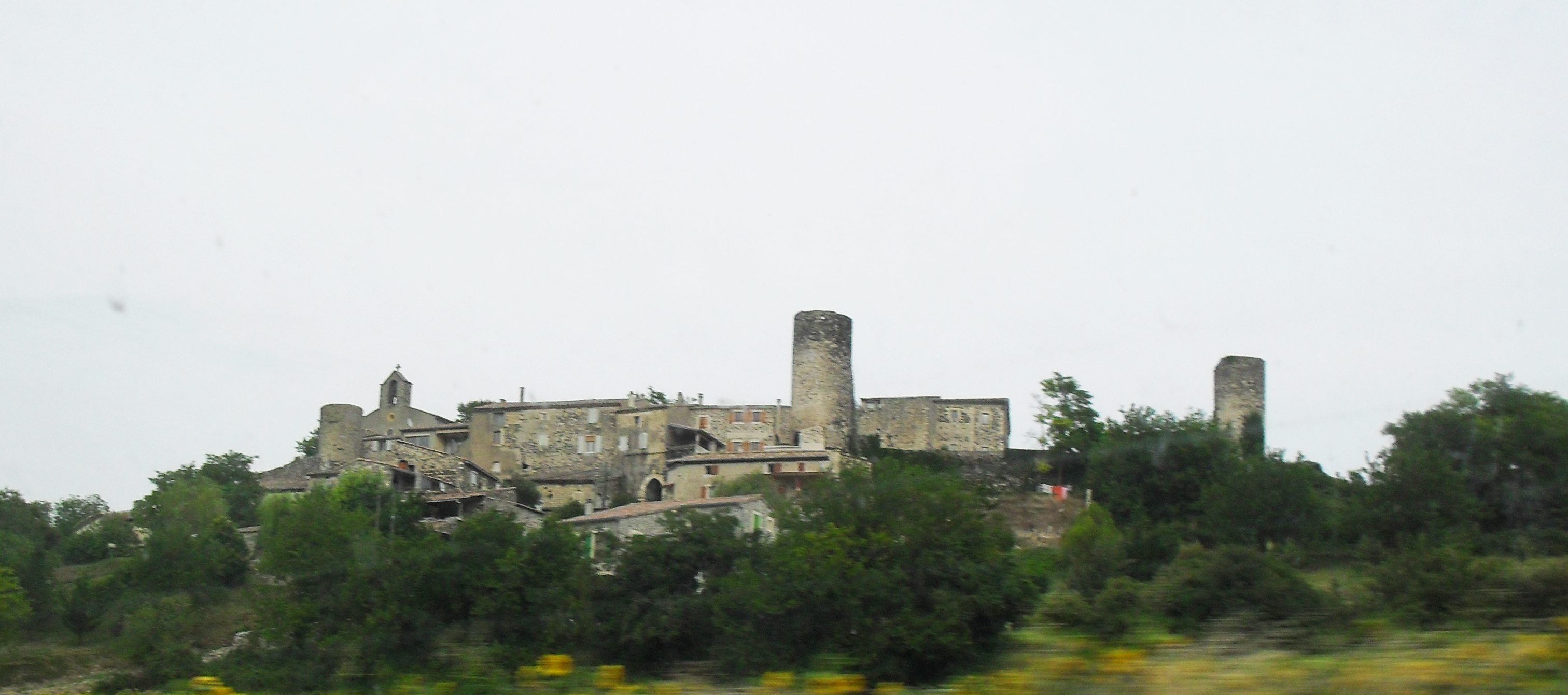
Сен-Венсан-де-Баррес
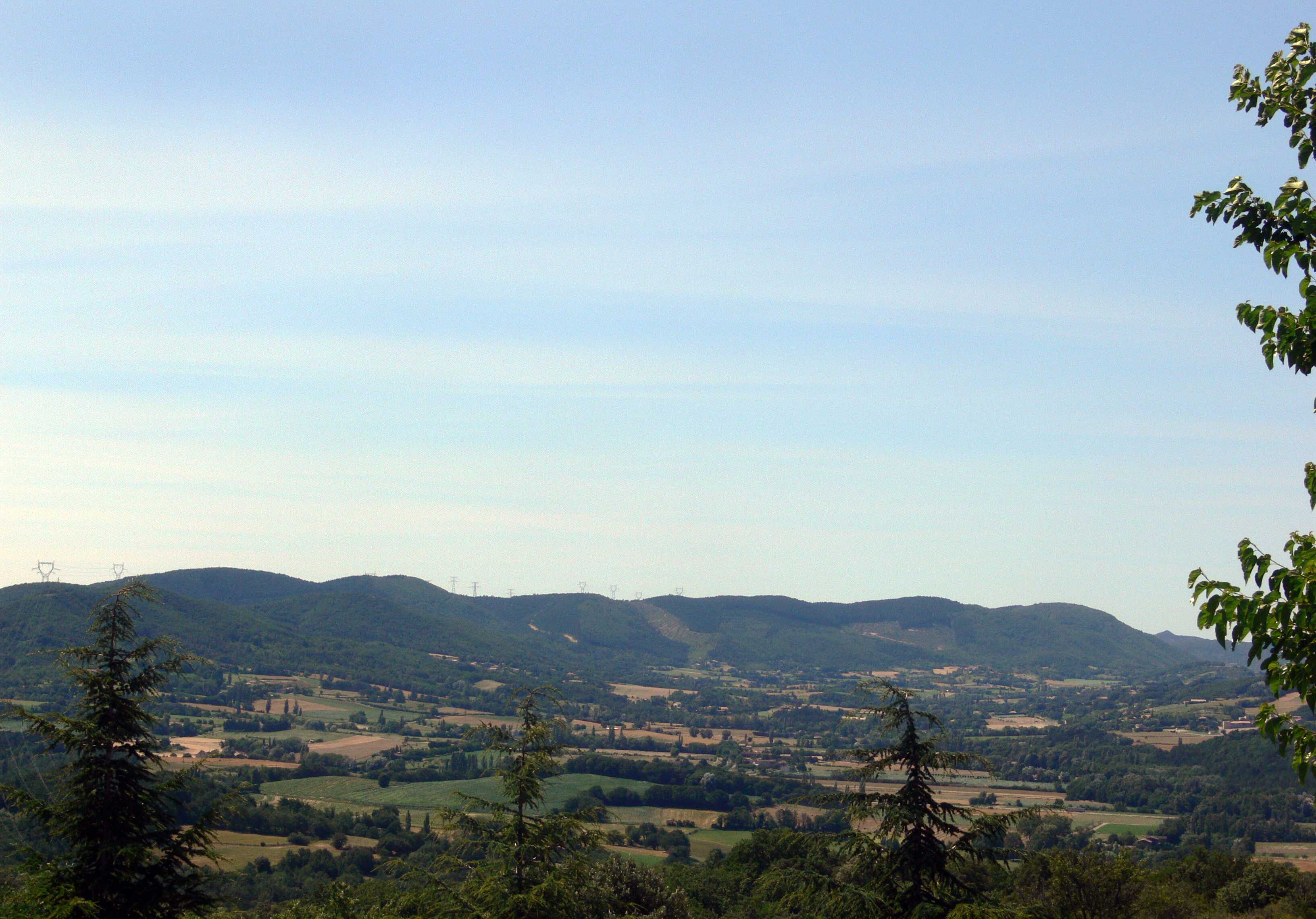
Вид на Сен-Венсан-де-Баррес и Сен-Лаже-Брессак
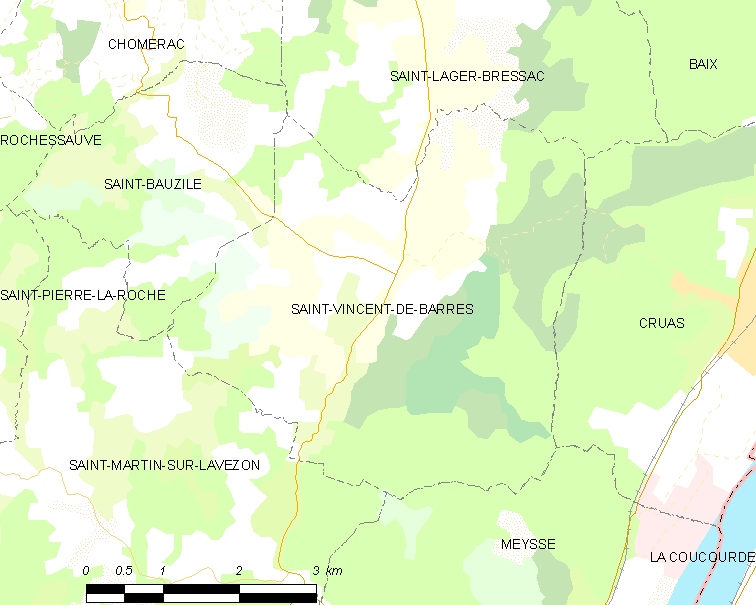
Карта коммуны